# Brad Davis (Schauspieler)
Brad Davis (* 6. November 1949 in Tallahassee, Florida als Robert Creel Davis; † 8. September 1991 in Los Angeles, Kalifornien) war ein US-amerikanischer Schauspieler.

## Leben und Leistungen
Davis wurde 1949 in Tallahassee geboren. Sein Bruder Eugene M. „Gene“ Davis ist ebenfalls als Schauspieler tätig.
Brad Davis zog nach der High School zunächst nach Georgia, dann nach New York City. Dort studierte er Anfang der 1970er Jahre an der Academy of Dramatic Arts und trat in einigen Theaterstücken auf. Im Jahr 1972 spielte er an der Seite von Karl Malden und Michael Douglas im Pilotfilm der Kriminalserie Die Straßen von San Francisco und trat später auch in einigen Folgen der Serie auf. Im Jahr 1974 spielte er neben F. Murray Abraham und Armand Assante in der Fernsehserie How to Survive a Marriage.
1978 übernahm Davis in dem Filmdrama 12 Uhr nachts – Midnight Express die Hauptrolle des amerikanischen Studenten Billy Hayes, der in der Türkei wegen eines Drogendelikts inhaftiert worden war. Für diese Rolle gewann er 1979 einen Golden Globe Award als Bester Nachwuchsdarsteller und war in einer weiteren Kategorie für einen Golden Globe nominiert. Er war außerdem für einen BAFTA Award nominiert und gewann den Kansas City Film Critics Circle Award. 
In dem Film Querelle von Rainer Werner Fassbinder spielte er 1982 die Hauptrolle des gleichnamigen Matrosen. 1985 übernahm er in der Off-Broadway-Inszenierung von Larry Kramers AIDS-Drama The Normal Heart die Hauptrolle des Ned Weeks. 1987 war Davis in dem Thriller Kalt wie Stahl in einer der Hauptrollen neben Sharon Stone zu sehen.
Der bisexuelle Davis starb im Jahr 1991 nach einem jahrelangen AIDS-Leiden an einer absichtlich herbeigeführten Überdosierung von Drogen.
Er war von 1976 bis zu seinem Tod mit der Casting-Direktorin Susan Bluestein verheiratet. Aus der Ehe ging der Sohn Alex Blue Davis (* 1983) hervor, der als Musiker und Schauspieler aktiv ist. Seine Frau verfasste gemeinsam mit Hilary De Vries nach seinem Tod die Biographie After Midnight: The Life and Death of Brad Davis.

## Filmografie (Auswahl)
- 1970: The Young Rebels (Fernsehserie, Folge 1x03)
- 1976: Friß meinen Staub (Eat My Dust!)
- 1976: The American Parade (Miniserie, 2 Folgen)
- 1977: Roots (Miniserie, 2 Folgen)
- 1977: Baretta (Fernsehserie, Folge 3x23)
- 1978: 12 Uhr nachts – Midnight Express (Midnight Express)
- 1980: Unter guten Freunden (A Small Circle of Friends)
- 1980: Stoßtrupp durch die grüne Hölle (A Rumor of War, Miniserie, 2 Folgen)
- 1981: Die Stunde des Siegers (Les Chariots de feu)
- 1982: Querelle
- 1983: Die Polizei-Chiefs von Delano (Chiefs, Miniserie, 3 Folgen)
- 1985: Robert Kennedy and His Times (Miniserie, Folge 1)
- 1985: Alfred Hitchcock zeigt (Alfred Hitchcock Presents, Fernsehserie, Folge 1x10)
- 1986: Unbekannte Dimensionen (The Twilight Zone, Fernsehserie, Folge 1x20)
- 1986: Justice – Die letzte Instanz bin ich (Vengeance: The Story of Tony Cimo, Fernsehfilm)
- 1987: Der Hitchhiker (The Hitchhiker, Fernsehserie)
- 1987: Todesversprechen (When the Time Comes, Fernsehfilm)
- 1987: Heart of a Champion (Heart)
- 1987: Cold Steel
- 1988: Caine – Die Meuterei vor Gericht (The Caine Mutiny Court-Martial, Fernsehfilm)
- 1988: Rainbow Warrior – Die Verschwörung der Atommächte (The Rainbow Warrior Conspiracy, Fernsehfilm)
- 1989: Rosalie Goes Shopping
- 1990: Abgründe des Lebens (Unspeakable Acts, Fernsehfilm)
- 1990: Stauffenberg – Verschwörung gegen Hitler (The Plot to Kill Hitler, Fernsehfilm)
- 1991: Hangfire
- 1991: Kind des Satans (Child of Darkness, Child of Light, Fernsehfilm)
- 1992: The Player (Cameo-Auftritt als er selbst)
- 1992: Haus der Drachen (The Habitation of Dragons, Fernsehfilm)

## Theater (Auswahl)
- 1973: Crystal and Fox (McAlpin Rooftop Theatre)
- 1973: Naomi Court (Stage 73)
- 1975: Four Friends (Lucille Lortel Theatre)
- 1977: The Elusive Angel (Marymount Manhattan Theatre)
- 1981: Entertaining Mr. Sloane (Cherry Lane Theatre)
- 1985: The Normal Heart (The Public Theater)